# Vittorio Mangano
Vittorio Mangano (Palermo, 18 agosto 1940 – Palermo, 23 luglio 2000) è stato un mafioso italiano, pluriomicida legato a Cosa Nostra conosciuto con il soprannome de «lo stalliere di Arcore», data l'attività che svolgeva presso la villa brianzola di Silvio Berlusconi. Fu definito da Paolo Borsellino una delle «teste di ponte dell'organizzazione mafiosa nel Nord Italia».

## Biografia
Nel 1957 abbandonò gli studi al terzo anno di istituto tecnico industriale; nel 1964 si sposò ed ebbe la prima figlia Loredana, nel 1967 la seconda, Cinzia Mangano, arrestata nel 2013 dalla Direzione Distrettuale Antimafia di Milano per riciclaggio in Lombardia, insieme a Enrico Di Grusa, suo cognato, sposato con Loredana. Sin dal 1965 Mangano era già apparso sulle cronache giudiziarie. Cinque anni prima di trasferirsi a Milano presso la residenza brianzola di Arcore aveva già subito tre arresti ed era stato oggetto di vari procedimenti penali per truffa aggravata, emissione di assegni a vuoto, ricettazione, lesioni volontarie e tentata estorsione.

### Rapporti con Marcello Dell'Utri
Nel 1973, tramite Marcello Dell'Utri che l'aveva conosciuto anni prima, venne assunto come "stalliere", nella Villa San Martino, ad Arcore, di Silvio Berlusconi, nella quale visse e lavorò fino al 1975. La Procura della Repubblica di Palermo certifica che Dell'Utri era a conoscenza dei precedenti penali di Mangano. Al tempo in cui Dell'Utri, infatti, lasciò definitivamente la Sicilia per diventare segretario di Berlusconi, e successivamente chiamò Mangano ad Arcore, la locale stazione dei Carabinieri ricevette un'informativa dai carabinieri palermitani che segnalava Mangano quale "persona pericolosa" con precedenti giudiziari e Dell'Utri quale persona che ne era informata.

#### Il periodo ad Arcore
Mangano lasciò la villa di Arcore nel 1976 (a dire di Mangano di propria iniziativa), mentre Berlusconi con la famiglia si trasferì prima in Svizzera e poi in Spagna.
Lo stesso Berlusconi, in un'intervista al Corriere della Sera rilasciata nel 1994, dirà che «rapporti con la mafia ne ho avuti una volta soltanto, vent'anni fa, quando tentarono di rapire mio figlio Piersilvio, che allora aveva 5 anni: portai la mia famiglia in Spagna, e vissero lì molti mesi» e, in riferimento specifico a Mangano, aggiunse che «è lo stesso uomo che licenziammo non appena scoprimmo che si stava adoperando per organizzare il rapimento di un mio ospite, il principe di Sant'Agata. E fu poco dopo che venne scoperto anche il tentativo di rapire mio figlio».
Il 28 novembre 1986 una bomba esplose nella villa di Berlusconi in via Rovani a Milano, provocando pochi danni con lo sfondamento del cancello esterno. Berlusconi parlando al telefono con Dell'Utri accusò Mangano, il quale in realtà si trovava in carcere in Sicilia a scontare una condanna (l'attentato è ascrivibile invece alla mafia catanese, come risulta dalle dichiarazioni del pentito Antonino Galliano, un affiliato del clan della Noce).

### Rivelazioni al Maxiprocesso
I collaboratori di giustizia Tommaso Buscetta e Salvatore Contorno, durante il maxiprocesso di Palermo (1986-1987), indicarono Mangano come affiliato alla Famiglia di Porta Nuova (della quale aveva fatto parte lo stesso Buscetta). Il mafioso Gaspare Spatuzza, ascoltato il 4 dicembre 2009 come testimone nel processo d'appello a Dell'Utri, descrive Mangano come vero e proprio capo-mandamento di Porta Nuova durante gli anni delle stragi del 1992 e 1993.
Il nome di Mangano viene citato per la prima volta dal Procuratore della Repubblica Paolo Borsellino in un'intervista rilasciata il 21 maggio 1992 (due mesi prima di essere ucciso nell'attentato di via d'Amelio), riguardante i rapporti tra mafia, affari e politica. Borsellino affermò che Mangano era «uno di quei personaggi che erano "i ponti", le teste di ponte dell'organizzazione mafiosa nel Nord Italia».

#### Duplice omicidio G. Pecoraro e G. Battista Romano
Arrestato il 4 aprile 1995 dopo alcuni anni di latitanza, il 19 luglio 2000 Mangano fu condannato in primo grado dalla Corte di Assise di Palermo all'ergastolo per il duplice omicidio di Giuseppe Pecoraro e Giovanbattista Romano, quest'ultimo vittima della lupara bianca nel gennaio del 1995. Di questo secondo omicidio Mangano sarebbe stato l'esecutore materiale. La vittima, già boss del quartiere di Borgo Vecchio a Palermo, venne eliminata su ordine di Bagarella e Brusca. Attirato in un tranello, fu strangolato e sciolto nell'acido dai Bellino, da Vittorio Mangano e da Cucuzza, che ha successivamente confessato il delitto agli organi inquirenti. 

#### Processo Spatola e successivo ri-arresto
Mangano, dopo gli 11 anni scontati per mafia (processo Spatola) e traffico di stupefacenti (maxi-processo), fu riarrestato nel 1999 per tre omicidi e condannato a scontare due ergastoli in regime di carcere duro.

### Morte
Malato di tumore, morì pochi giorni dopo la sentenza definitiva, il 23 luglio 2000, agli arresti domiciliari, che gli erano stati concessi essendo in stato terminale, dopo aver lasciato il carcere, dove già da cinque anni stava scontando la pena cui era stato precedentemente condannato (traffico di stupefacenti, estorsione). Verrà inoltre sospettato di aver rapito il sedicente principe Luigi D'Angerio dopo una cena alla villa di Silvio Berlusconi, il 7 dicembre 1974.

### Rapporti con Berlusconi
I pentiti Salvatore Cancemi e Calogero Ganci dichiararono che la società Fininvest di Berlusconi, attraverso Marcello Dell'Utri e Mangano, pagò all'organizzazione Cosa Nostra in Sicilia l'equivalente di 200 milioni di lire (circa 100000 €) annualmente.

#### Dichiarazioni di Dell'Utri
L'8 aprile 2008 Marcello Dell'Utri durante un'intervista ha suscitato molte polemiche definendo Mangano un uomo che fu «a suo modo un eroe» perché, a suo dire, pur malato terminale di tumore si rifiutò di testimoniare contro Berlusconi o lo stesso Dell'Utri nonostante i presunti benefici che ciò avrebbe potuto portargli.
Il giorno dopo (9 aprile) lo stesso Berlusconi durante la trasmissione televisiva Omnibus su LA7 sostiene questa tesi commentando: «Su Vittorio Mangano ha detto bene Dell'Utri: quando era in carcere ed era malato, i pm gli dicevano che se avesse detto qualcosa su Berlusconi sarebbe andato a casa e lui eroicamente non inventò mai nulla su di me, i pm lo lasciarono andare a casa solo il giorno prima della sua morte. Mangano era una persona che con noi si è comportata benissimo, stava con noi e accompagnava anche i miei figli a scuola. Poi ha avuto delle disavventure che lo hanno portato nelle mani di una organizzazione criminale, ma non mi risulta che ci siano sentenze definitive nei suoi confronti. Poi quando era in carcere fu aggredito da un male che lo fece gonfiare in maniera spropositata. Quindi bene dice Dell'Utri nel considerare eroico un comportamento di questo genere». Posizione ribadita poi intervenendo a 28 minuti, trasmissione di RadioDue dello stesso giorno.
La stessa posizione è stata ribadita il 29 novembre 2009 da Dell'Utri stesso nella trasmissione In mezz'ora condotto dalla giornalista Lucia Annunziata e il 29 giugno 2010, commentando la propria condanna in appello per il reato di concorso esterno in associazione mafiosa. Un analogo elogio alla figura di Mangano viene nuovamente espresso da Silvio Berlusconi in occasione dell'incontro con i giovani di Forza Italia, il 23 novembre 2013 e dal fratello gemello di Marcello Dell'Utri, Alberto, a "La Zanzara" su Radio24, il 15 aprile 2014.